# Star Action
Star Action fue un canal de televisión por suscripción premium latinoamericano de origen estadounidense dedicado a transmitir películas de acción, terror y eventos deportivos. Formó parte del paquete de canales Star Premium.

## Historia
Star Action comenzó a emitir el 1 de noviembre de 2007 como Cityvibe. El 1 de febrero de 2012 la señal fue renombrada como Moviecity Action y el 3 de noviembre de 2014 se reformula como Fox Action tras ser adquirido por Fox International Channels a LAPTV, en toda Latinoamérica. 
El 11 de marzo de 2017 toma el nombre de Fox Premium Action.
Luego de la adquisición de 21st Century Fox por parte de Disney en 2019, y con tal de evitar relacionarla con la actual Fox Corporation, el 27 de noviembre de 2020 Disney anunció que los canales de Fox serían renombrados bajo el nombre Star, cuestión que se concretó el 22 de febrero de 2021. Así, Fox Premium Action fue renombrado como Star Action.
En la madrugada del 1 de febrero de 2022, Star Action finalizó sus emisiones, junto con el resto de canales del grupo.

## Programación
Su programación estaba centrada en películas del género de acción, terror, aventura y suspenso. También retransmitía eventos deportivos PPV de la WWE (en simultáneo con Fox Sports), UFC (en simultáneo con ESPN) y desde 2018, transmitía la Fórmula 1 en vivo y en simultáneo con Fox Sports y Fox Sports 3, mientras las películas se transmitían en su idioma original con subtítulos en español. Poseía dos señales (Este y Oeste), la primera con el horario de Argentina y la segunda con el horario de México. La señal Este estaba disponible también en alta definición.